# Eubank (Kentucky)
Eubank es una ciudad ubicada en el condado de Pulaski en el estado estadounidense de Kentucky. En el Censo de 2010 tenía una población de 319 habitantes y una densidad poblacional de 144,73 personas por km².

## Geografía
Eubank se encuentra ubicada en las coordenadas 37°16′45″N 84°39′18″O / 37.27917, -84.65500. Según la Oficina del Censo de los Estados Unidos, Eubank tiene una superficie total de 2.2 km², de la cual 2.19 km² corresponden a tierra firme y (0.59%) 0.01 km² es agua.

## Demografía
Según el censo de 2010, había 319 personas residiendo en Eubank. La densidad de población era de 144,73 hab./km². De los 319 habitantes, Eubank estaba compuesto por el 92.16% blancos, el 1.57% eran afroamericanos, el 0.31% eran amerindios, el 0% eran asiáticos, el 0% eran isleños del Pacífico, el 1.88% eran de otras razas y el 4.08% pertenecían a dos o más razas. Del total de la población el 4.39% eran hispanos o latinos de cualquier raza.